# هروب وطرد الألمان من بولندا أثناء الحرب العالمية الثانية وبعدها

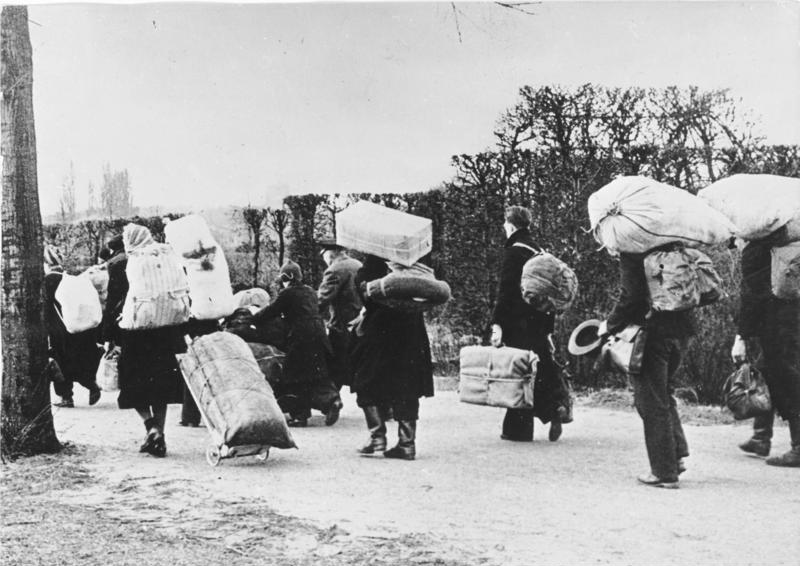
الألمان يغادرون سيليزيا إلى ألمانيا التي احتلها الحلفاء في عام 1945. بإذن من الأرشيف الفيدرالي الألماني (Deutsches Bundesarchiv).

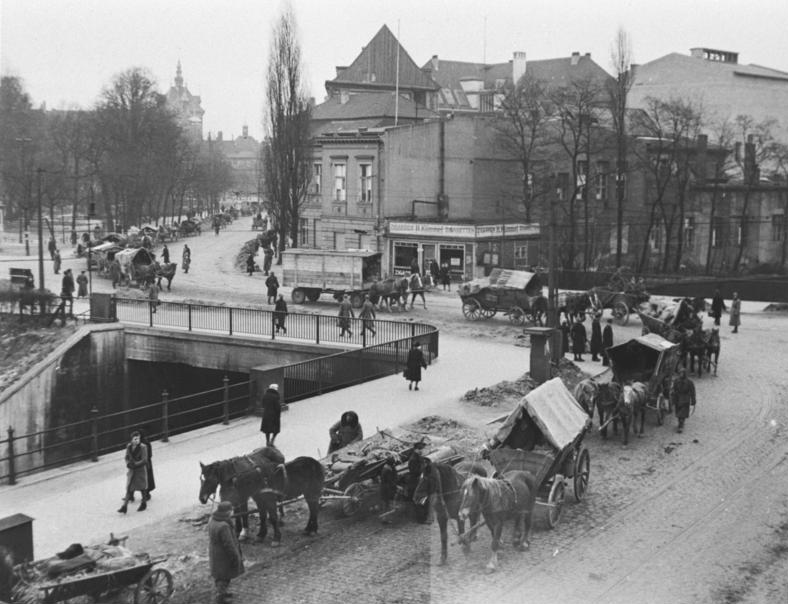
رحلة اللاجئين، في دانزيج والمنطقة المحيطة بها، فبراير 1945

كانت فرار وطرد الألمان من بولندا أكبر سلسلة من فرار وطرد الألمان في أوروبا أثناء الحرب العالمية الثانية وبعدها. هرب السكان الألمان أو طُردوا من جميع المناطق التي تقع حاليًا ضمن الحدود الإقليمية لبولندا، بما في ذلك الأراضي الشرقية السابقة لألمانيا وأجزاء من بولندا قبل الحرب.
خلال الحرب العالمية الثانية، بدأت عمليات الطرد من قبل ألمانيا النازية في بولندا المحتلة. قام الألمان بترحيل 2.478 مليون مواطن بولندي من المناطق البولندية التي ضمتها ألمانيا النازية،  وقتلوا ما بين 5.38-5.58 مليون بولندي ويهود بولندي واستوطنوا 1.3 مليون ألماني من أصل عرقي. تمركز حوالي 500000 ألماني في بولندا كجزء من قوات الاحتلال. وتتألف هذه من أشخاص مثل الكتبة والفنيين وموظفي الدعم.
قُدر عدد السكان الألمان شرق أودر - نايسه بأكثر من 11 مليون في أوائل عام 1945. تبعت أول رحلة جماعية من الألمان تقدم الجيش الأحمر وكانت تتألف من كل من رحلة عفوية مدفوعة بشائعات عن الفظائع السوفيتية، والإخلاء المنظم بدءا من صيف عام 1944 واذ أستمر حتى ربيع عام 1945. عموما حوالي 1 ٪ (100,000) من السكان المدنيين الألماني شرق خط أودر - نايسه لقوا حتفهم في القتال قبل الاستسلام في مايو 1945. في عام 1945، احتل الجيش الأحمر السوفيتي والقوات العسكرية الشيوعية البولندية الأراضي الشرقية لألمانيا وكذلك المناطق البولندية التي ضمتها ألمانيا. كما تم إرسال المدنيين الألمان كـ «عمال تعويضات» إلى الاتحاد السوفيتي. قام الاتحاد السوفيتي بنقل الأراضي الألمانية السابقة في شرق خط أودر - نايسه إلى بولندا في يوليو 1945.  في منتصف عام 1945، بقي 4.5 إلى 4.6 مليون ألماني على الأراضي التي أعطيت للسيطرة البولندية  انتظار مؤتمر السلام النهائي مع ألمانيا، والذي لم يحدث في النهاية.
تم تنفيذ عمليات الطرد المبكر في بولندا من قبل السلطات العسكرية الشيوعية البولندية  حتى قبل مؤتمر بوتسدام («عمليات الطرد البري»)،  لضمان الاندماج لاحقًا في بولندا المتجانسة عرقيًا  كما تصورها الشيوعيون البولنديون.  تأثر ما بين سبعمائة وثمانمائة ألف ألماني. على عكس الإعلان الرسمي الذي مفاده أن السكان الألمان السابقين في ما يسمى بالأراضي المستردة كان لا بد من إزالتهم بسرعة لإيواء البولنديين النازحين بسبب الضم السوفيتي، فإن الأراضي واجهت في البداية نقصًا حادًا في عدد السكان.
بحلول أوائل عام 1946، كان قد تم «التحقق» من 932000 شخص لديهم الجنسية البولندية. في تعداد فبراير 1946، تم إدراج 2,288,000 شخص على أنهم ألمان وأصبح 417,400 شخصًا خاضعين للتحقق من الجنسية بهدف إثبات جنسيتهم. منذ ربيع عام 1946، أصبحت عمليات الطرد تدريجية أفضل تنظيماً، مما أثر على باقي السكان الألمان. بحلول عام 1950، تم طرد 3,155,000 مدني ألماني وتم تجنبس 1,043,550 كمواطنين بولنديين. تم الإبقاء على الألمان الذين اعتبروا «لا غنى عنه» بالنسبة للاقتصاد البولندي؛ غادر الجميع فعليًا بحلول عام 1960. كان حوالي 500000 ألماني في بولندا وشرق بروسيا وسيلسيا يعملون كسخرة في معسكرات تديرها الشيوعية قبل طردهم من بولندا. وإلى جانب المعسكرات الكبيرة، والتي أعيد استخدام معسكرات الاعتقال الألمانية، تم إنشاء العديد من معسكرات العمل القسري والعقابي والاحتجاز، والحيوات الحضرية ومراكز الاحتجاز التي تتكون أحيانًا فقط من قبو صغير. 
كان موقف المدنيين البولنديين، الذين تعرض الكثير منهم بوحشية أثناء الاحتلال الألماني السابق، متنوعًا. كانت هناك حوادث عندما قام البولنديون، حتى العمال العبيد المحررين، بحماية الألمان، على سبيل المثال عن طريق إخفاءهم كالبولنديين. كان موقف الجنود السوفيت متناقضا. ارتكب العديد من الفظائع العديدة، وأبرزها عمليات الاغتصاب والقتل،  ولم يميز دائمًا بين البولنديين والألمان، وغالبًا ما أساء معاملتهم على حد سواء. وقد فوجئ السوفييت الآخرون بالمعاملة الوحشية للألمان والمشاركة في حمايتهم. وفقا للجنة الألمانية الغربية شيدر لعام 1953، كان عدد القتلى المدنيين 2 مليون. ومع ذلك، في عام 1974، قدر الأرشيف الفيدرالي الألماني عدد القتلى بحوالي 400000.
بلغ إجمالي أرقام حكومة ألمانيا الغربية لأولئك الذين تم إجلاؤهم أو هاجروا أو طردوا بحلول عام 1950 83030,000. (6,981,000 من الأراضي الألمانية السابقة؛ 290,800 من غدانسك، 688,000 من بولندا قبل الحرب و170،000 من ألمان بلطيقيون استقروا في بولندا أثناء الحرب). وضع غيرهارد رايشلينغ، الباحث الذي تستخدمه حكومة ألمانيا الغربية، عدد الألمان الذين هاجروا من بولندا في الفترة من 1951 إلى 1982 على 894000؛ كما أنها تعتبر عمليات طرد بموجب قانون الطرد الفيدرالي الألماني.